# Pachyaena
La pachiena (gen. Pachyaena) è un mammifero carnivoro estinto, appartenente agli acreodi. Visse tra il Paleocene superiore e l'Eocene inferiore (circa 56 - 48 milioni di anni fa) e i suoi resti fossili sono stati ritrovati in Asia e Nordamerica.

## Descrizione
Questo animale doveva essere vagamente simile a un grosso lupo dalla testa particolarmente grande. Le dimensioni, a seconda delle varie specie, variavano dalla taglia di un coyote a quella di un orso. La specie più piccola, Pachyaena gracilis, doveva pesare circa 24 chilogrammi, mentre le più grandi P. ossifraga e P. gigantea potevano raggiungere rispettivamente i 60 e gli 82 chilogrammi. Secondo alcune stime, tuttavia, alcuni esemplari di P. gigantea potevano sfiorare i 400 chilogrammi (Sargis, 2009). Come tutti gli acreodi, Pachyaena era dotato di una grossa testa in relazione alle dimensioni corporee; le zampe erano relativamente corte e la corporatura piuttosto robusta.

## Classificazione
Pachyaena venne descritto per la prima volta nel 1874 da Edward Drinker Cope, sulla base di fossili provenienti dall'Eocene inferiore del Nuovo Messico. La specie tipo è Pachyaena ossifraga; altre specie nordamericane includono P. gracilis e P. gigantea. Questo genere si è probabilmente originato in Asia, dal momento che i fossili più antichi, risalenti al Paleocene superiore, sono stati ritrovati in Mongolia e in Cina. Altri fossili sono stati ritrovati nell'Artico canadese, nell'isola di Ellesmere (Eberle e McKenna, 2002) e in Europa (Francia).
Pachyaena è un membro relativamente basale del gruppo dei mesonichidi, una famiglia di arcaici predatori che si svilupparono all'inizio del Cenozoico per poi diventare in pochi milioni di anni tra i principali carnivori. Tuttavia, recenti studi indicano che Pachyaena potrebbe essere un genere parafiletico (Geisler e McKenna 2007), con P. ossifraga più affine a Synoplotherium, Harpagolestes e Mesonyx che a P. gigantea.

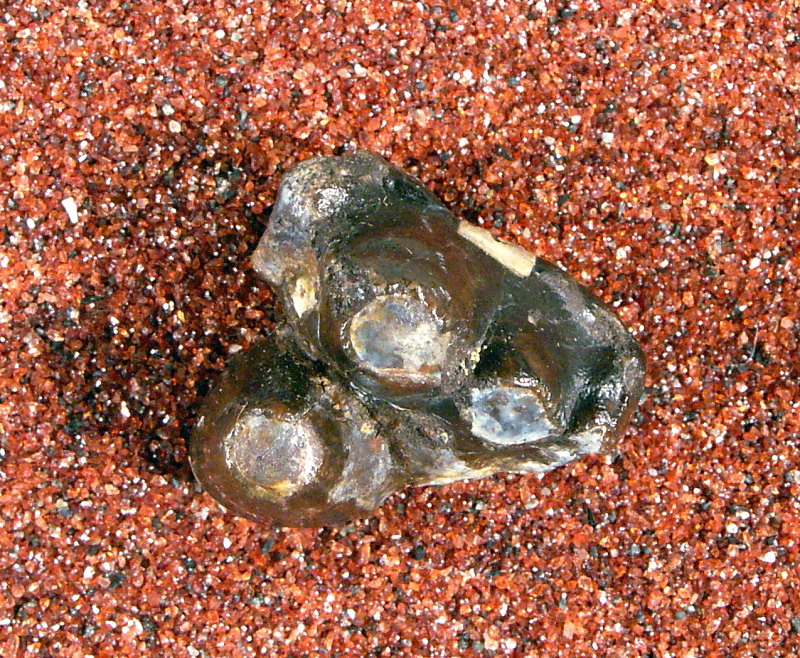
Primo molare di Pachyaena ossifraga

## Paleoecologia
Anche se Pachyaena e altri acreodi sono spesso immaginati simili a lupi, i dati riguardanti l'osteologia di questo animale indicano che era molto diverso da un canide per molti aspetti. Mentre le proporzioni degli arti e delle falangi simili a zoccoli indicano un adattamento alla corsa, gli arti erano relativamente robusti e dimostrano che questo animale non poteva essere stato un forte corridore su lunghe distanze. Inoltre, la regione lombare non era così flessibile come nei carnivori attuali: le zigapofisi hanno la peculiare morfologia di quelle degli artiodattili moderni (in cui le prezigapofisi sono medialmente concave e impediscono il movimento delle postzigapofisi, corte e convesse lateralmente). Come risultato, la parte posteriore era relativamente rigida (Zhou et al., 1992; O'Leary e Rose, 1995). Pachyaena era probabilmente un corridore dalle zampe rigide; la sua andatura forse più simile a quella di un cavallo o di un'antilope rispetto a quella di un carnivoro (Rose e O'Leary, 1995).

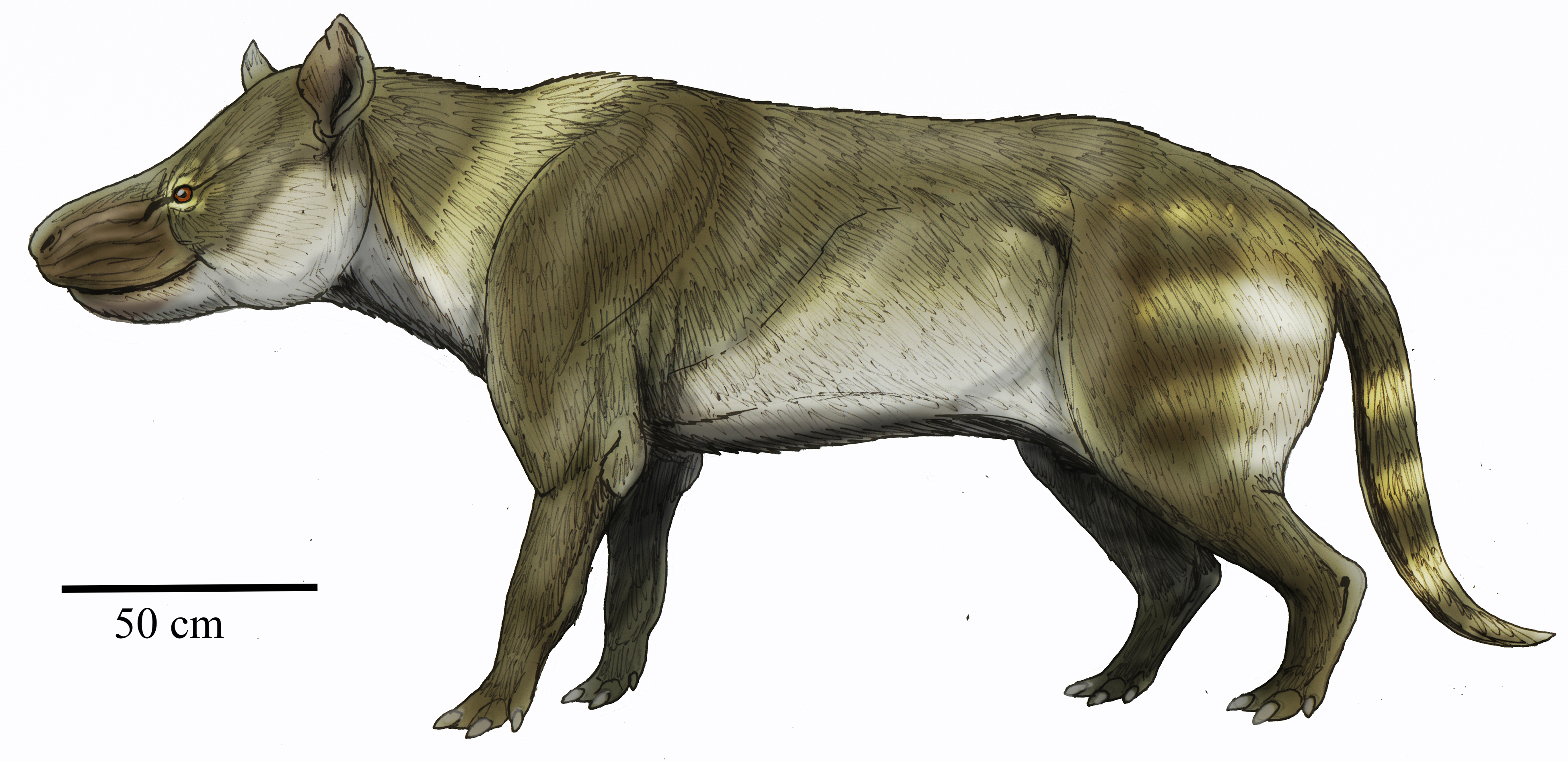
Ricostruzione di Pachyaena gigantea

Infine, i molari non erano così taglienti, o ingranditi, come quelli dei canidi e degli altri carnivori cacciatori, e si suppone che Pachyaena fosse meno specializzato a tagliare tessuti organici.